# Martin Canin (Musiker)

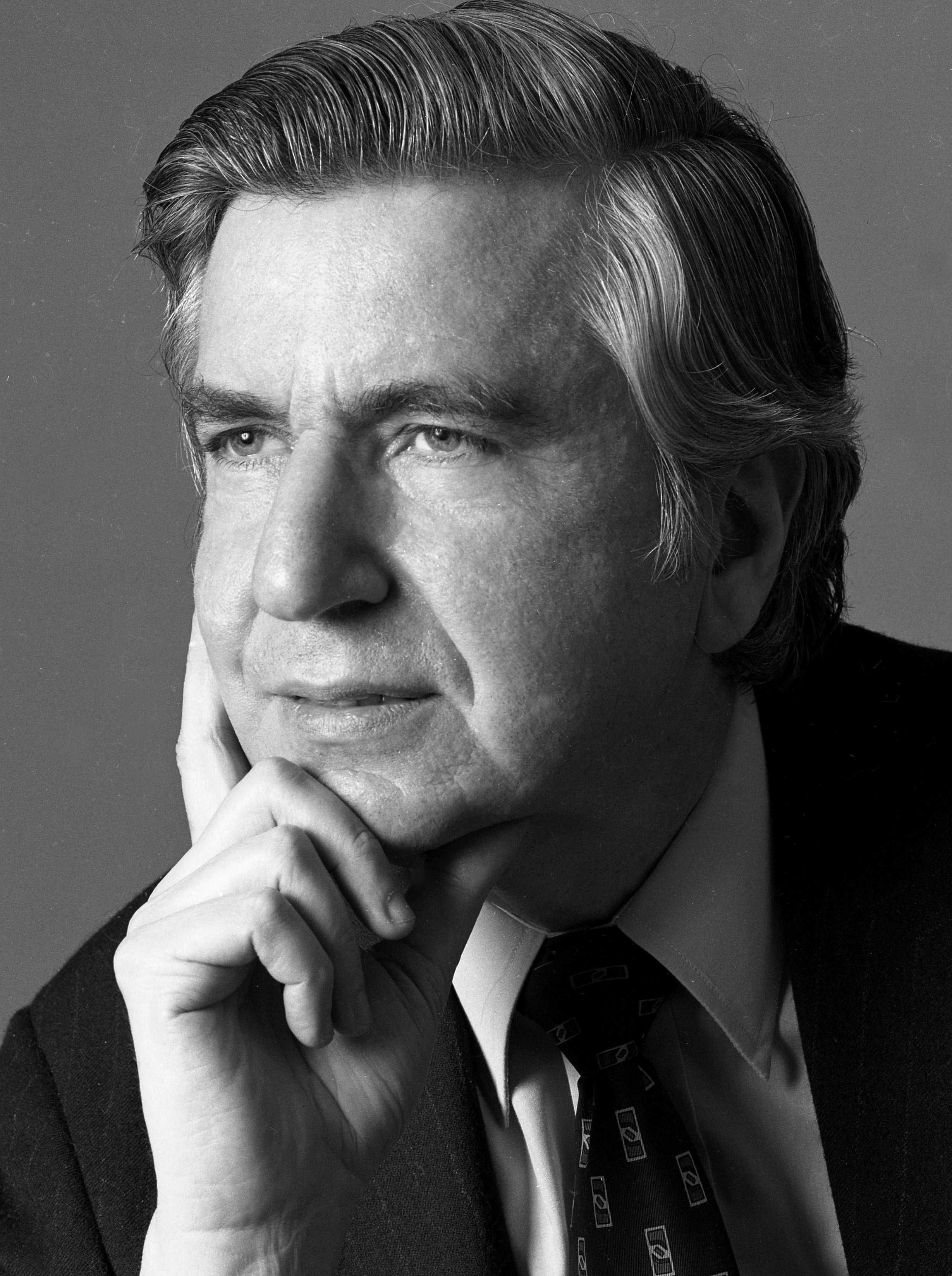
Martin Canin im Jahr 1981

Martin Canin (* 1930 in New York City; † 9. Mai 2019) war ein US-amerikanischer Pianist und Musikpädagoge.

## Leben
Canin war in New York Klavierschüler des österreichischen Pianisten und Komponisten Robert Scholz, Aurelio Giornis und Olga Samaroffs. Er studierte Musikanalyse bei Stefan Wolpe und Klavier an der Juilliard School bei Rosina Lhévinne, deren Assistent er von 1959 bis 1976 war. Neben seiner Tätigkeit an der Juilliard School unterrichtete er am Teachers College der Columbia University (1959–76) und der Stony Brook University (1965–1993) hatte er Gastprofessuren an der City University of New York und der New York University inne und beteiligte sich seit 1971 an der Sommer-Musikschule des Bowdoin College.
Weiterhin gab Canin international Meisterklassen für Pianisten, beteiligte sich als Juror an Klavierwettbewerben und arbeitete als Autor und Redakteur für das Magazin Piano Quarterly. Als Pianist war er sowohl kammermusikalisch als auch solistisch aktiv und trat sowohl in den USA als auch in Europa und Asien auf. 2006 war er Gast des First Aloha International Piano Festival und gab dort ein Solokonzert.